# Gnophos predotae
Gnophos predotae là một loài bướm đêm trong họ Geometridae.